# 大阪市立海老江西小学校
大阪市立海老江西小学校（おおさかしりつ えびえにししょうがっこう）は、大阪府大阪市福島区にある公立小学校。
戦前の外交関係が緊迫し始めていた1927年にアメリカから贈られた「青い目の人形」が1989年に発見され、話題となった。
また校内には、21基の水槽で淀川水系の魚約30種類を飼育する「海老江西水族館」が整備されている。

## 沿革
西成郡鷺洲第一尋常小学校（現在の大阪市立鷺洲小学校）から分離する形で、当時の西成郡鷺洲町で3番目の公立小学校・西成郡鷺洲第三尋常小学校として1914年に開校した。
開校の際、鷺洲第一小学校の塚本分校を、鷺洲第三小学校分校として継承している。分校は淀川北岸の鷺洲町大字塚本（現在の西淀川区柏里および淀川区塚本付近）および海老江新家（現在の西淀川区花川付近）在住の1-2年生児童が通学していた。分校は1924年に西成郡鷺洲第五尋常小学校（現在の大阪市立柏里小学校）として独立している。
1924年には高等科を併設し、西成郡鷺洲第三尋常高等小学校となった。翌1925年には鷺洲村が大阪市に編入し、大阪市鷺洲第三尋常高等小学校と称した。
また1933年には校区の一部を、新設の大阪市鷺洲第六尋常小学校（現在の大阪市立海老江東小学校）の校区へと分離した。
1934年9月には室戸台風の被害に遭い、一部校舎が使用不能となった。このため校舎復旧までの一時期、三部授業や鷺洲第六小学校の教室の間借りをおこなっている。
1940年には鷺洲地域の各小学校に設置されていた高等科を集約して、西淀川区浦江上3丁目（現在の福島区鷺洲6丁目）・大日本紡績社宅跡に、高等科単独の小学校・大阪市鷺洲高等小学校（1941年国民学校令により大阪市八阪国民学校に改称）を新設した。これに伴い、高等科を鷺洲高等小学校へと移管している。鷺洲高等小学校（八阪国民学校）は学制改革で廃止になり、跡地は大阪市立八阪中学校となっている。
1941年には国民学校令により大阪市海老江西国民学校と改称した。太平洋戦争の戦局悪化により1944年以降学童集団疎開を実施することになった。大阪市の国民学校では各行政区ごとに疎開先の府県が指定され、福島区の国民学校では広島県方面への疎開が割り当てられた。海老江西国民学校では、広島県御調郡市村・河内村・上川辺村・今津野村（以上、御調町を経て現在の尾道市）および下川辺村（現在の府中市）に疎開を実施している。
学制改革により、1947年に大阪市立海老江西小学校となった。

### 年表
- 1914年9月 - 西成郡鷺洲第三尋常小学校として開校。（鷺洲第一尋常高等小学校より分離[2]）
- 1924年
  - 4月 - 高等科を併設。西成郡鷺洲第三尋常高等小学校に改称。
  - 10月15日 - 西成郡鷺洲第五尋常小学校を分離。
- 1925年4月1日 - 鷺洲町の大阪市への編入により、大阪市鷺洲第三尋常高等小学校に改称。
- 1933年4月9日 - 大阪市鷺洲第六尋常小学校を分離。
- 1927年 - 「青い目の人形」がアメリカから寄贈される。
- 1934年9月21日 - 室戸台風で校舎被災。
- 1940年 - 高等科を廃止（鷺洲高等小学校に移管）。大阪市鷺洲第三尋常小学校に改称。
- 1941年4月1日 - 国民学校令により、大阪市海老江西国民学校に改称。
- 1944年 - 広島県御調郡に学童集団疎開。
- 1947年4月1日 - 学制改革により、大阪市立海老江西小学校に改称。
- 1989年 - 校舎建て替えの際に「青い目の人形」を発見。
- 2003年 - 大阪市教育委員会の「学校夢サポート21事業」の実施校に指定。「海老江西水族館」を校内に整備。

## 通学区域
- 大阪市福島区[3]
  - 海老江5-8丁目

卒業生は大阪市立八阪中学校へ進学する。

## 交通
- JR東西線 海老江駅 北西へ約300m
- Osaka Metro千日前線野田阪神駅及び阪神本線野田駅から北西へ約400m
- 大阪シティバス・阪神バス 中海老江バス停下車